# Mina canta Napoli (EP)
Mina canta Napoli è l'ottavo EP di Mina, pubblicato dall'etichetta discografica Italdisc nel 1960.

## Descrizione
Il titolo Mina canta Napoli non va confuso con la quasi omonima raccolta Canta Napoli, uscita in formato LP nel 1966. Quest'ultima, sebbene contenga le tracce dell'EP, oltre a brani che Mina ha cantato insieme a canzoni di altri artisti in napoletano, è stata inclusa, unico caso nella discografia ufficiale della cantante, tra gli album studio anziché tra le raccolte.
L'elenco dei brani riportato sulla copertina ufficiale non corrisponde all'ordine presente sul disco, piuttosto a quello in cui compaiono sui due singoli da cui provengono, anch'essi pubblicati a novembre (Italdisc MH 75 e MH 77). Soltanto  'Na sera 'e maggio è presente anche sull'album Due note del 1961.
Le 4 tracce sono contenute nell'antologia su CD del 2010 Ritratto: I singoli Vol. 2, che raccoglie tutti i singoli della cantante pubblicati dagli esordi al 1964.

## Tracce
Lato A
1. Nuie – 2:18 (testo: Salvatore Palomba – musica: Rodolfo Mattozzi; edizioni musicali Ariston)
2. Celeste – 3:58 (testo: Salvatore Palomba – musica: Eduardo Alfieri; edizioni musicali Gennarelli Bideri-Scia)

Lato B
1. 'O ffuoco – 2:10 (testo: Salvatore Palomba – musica: Ettore Lombardi; edizioni musicali Titanus)
2. 'Na sera 'e maggio – 3:17 (testo: Gigi Pisano – musica: Giuseppe Cioffi; edizioni musicali La Canzonetta)